# بحران اقتصادی شیلی ۱۹۸۲

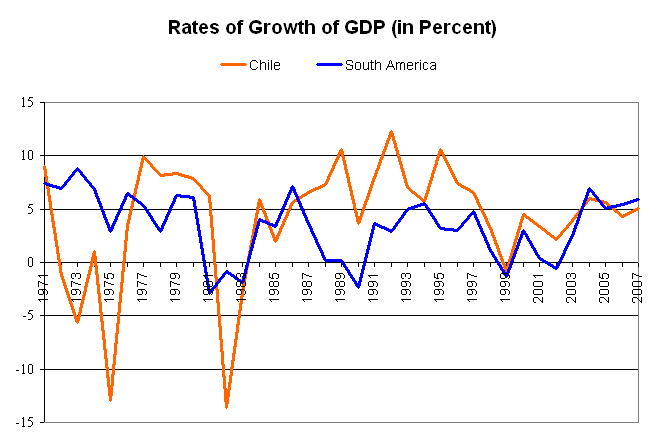
نرخ رشد تولید ناخالص داخلی شیلی (نارنجی) و آمریکای لاتین (آبی) بین سالهای ۱۹۷۱ و ۲۰۰۷

بحران اقتصادی شیلی ۱۹۸۲ (انگلیسی: Crisis of 1982) یک بحران اقتصادی بزرگ بود که در شیلی و در زمان دولت نظامی شیلی (۱۹۷۳–۱۹۹۰) متحمل شد. تولید ناخالص داخلی شیلی ۱۴٫۳٪ کاهش یافت و بیکاری به ۲۳٫۷٪ افزایش یافت..

## پیشینه
پس از سوسیالیستی شدن اقتصاد در دوران ریاست جمهوری سالوادور آلنده، کارشکنی‌های اقتصادی دوران ریاست جمهوری نیکسون، و بحران اقتصادی شیلی متعاقب آن که در طی سال ۱۹۷۳ به اوج خود رسید، نیروهای مسلح به دنبال دستورات خونتای نظامی (حکومت نظامی) و با حمایت دولت ایالات متحده کودتا کرد و نیروهای وفادار به آلنده را مانند جنبش چپ انقلابی را از خدمت مرخص کرد. آنها کنگره را بستند، سانسور کردند، حقوق مدنی را محدود کردند و هزاران نفر را از چپگرایان تا دموکراتهای مرکز دستگیر کردند. با بدست گرفتن قدرت، رژیم نظامی تحت فرماندهی ژنرال پینوشه تصمیم گرفت تا مجموعه ای از سیاست‌های اقتصادی نئولیبرال را بر اساس مکتب اقتصادی شیکاگو به اجرا درآورد. در سال ۱۹۷۳، کمی بیشتر از دو سال سیاست‌های نظارتی که توسط آلنده ایجاد شد، نظامی نظامی تصمیم به اصلاح اقتصاد گرفت و پسران شیکاگو مجاز به اجرای برخی از سیاست‌های اقتصادی نئولیبرال ذکر شده در ال لادریلو بودند. با این حال، در سال ۱۹۷۹، شیلی تصمیم گرفت از اصل نرخ ارز شناور آزاد و نتایج فاجعه بار خارج شود.